# Roberto Lombraña
Roberto Lombraña Hompanera (Durango, Vizcaya, 13 de noviembre de 1975) es un exfutbolista español que se desempeñaba como centrocampista.

## Clubes
| Club         | País   | Año         |
| ------------ | ------ | ----------- |
| SCD Durango  | España | 1995 - 1998 |
| SD Lemona    | España | 1998 - 2001 |
| Barakaldo CF | España | 2001 - 2003 |
| Logroñés CF  | España | 2003 - 2004 |
| Real Unión   | España | 2004 - 2006 |
| SD Eibar     | España | 2006 - 2012 |